# Новичихин, Евгений Григорьевич
Евге́ний Григо́рьевич Новичи́хин (род. 9 февраля 1939, Верхнее Турово, Воронежская область) — русский писатель, кинодраматург; член Союза писателей СССР с 1978 года, член Союза кинематографистов России с 2003. Заслуженный работник культуры Российской Федерации.

## Биография
Родился 9 февраля 1939 года в селе Верхнее Турово Нижнедевицкого района Воронежской области. Окончил Воронежский лесотехнический институт в 1961 году. Работал инженером на Урале и в Воронеже (1961—1973). С 1973 года — на литературной работе. Редактор отдела поэзии и публицистики, ответственный секретарь (1973—1983), главный редактор (1988—1993) журнала «Подъём». Председатель правления Воронежского отделения Союза писателей России (1983—1988, 2007—2010). Директор Воронежского областного литературного музея им. И. С. Никитина (1993—1997). Председатель комитета по культуре администрации Воронежской области (1997—2001), главный государственный советник государственной службы второго класса. Заместитель директора Центра общественных связей — главный редактор еженедельника «Юго-Восточный экспресс», заместитель главного редактора газеты «Вперёд» Юго-Восточной железной дороги (2001—2007).
В 1977 году принят в Союз писателей СССР, в 2003 году — в Союз кинематографистов России. В 1995—2013 гг. — секретарь правления Союза писателей России.
В 2022 году подписал письмо в поддержку российского военного вторжения на Украину.
Живёт в Воронеже.
Отец Новичихиной М.Е. (1962 г.р., доктор филологических наук, профессор Воронежского государственного университета).

## Творчество
Автор более пятидесяти книг поэзии, прозы, публицистики, поэтических переводов. Многие произведения Евгения Новичихина публиковались в журналах «Москва», «Молодая гвардия», «Наш современник», «Огонёк», «Роман-газета», «Нева», «Аврора», «Дон», «Сибирские огни», во всероссийском альманахе «День поэзии»; в газетах «Литературная газета», «Литературная Россия», «Российский писатель», «Правда», «Гудок», «Учительская газета» и др.; выходили массовыми тиражами в издательствах «Правда», «Малыш», «ОЛМА-пресс» и других.
В начале творческого пути работал в жанре сатиры и юмора. Сатирические стихи Е. Г. Новичихина вошли в авторитетную четырёхтомную антологию «Всемирная эпиграмма» (1998). Одновременно Новичихин активно занимался поэтическими переводами. В его переводах во многих изданиях публиковались стихи Юлюса Янониса, а позднее произведения поэтов Греции, Чехии, Латвии, Украины, Молдовы, Туркмении. В антологии «Новогреческие поэты», изданной на русском языке в Греции и в России, ему принадлежат переводы классиков греческой поэзии. Новичихин активно работал и в поэзии для детей. Его произведения выходили в популярных российских книжных сериях «Золотая коллекция детского сада», «Первый урок», «Хорошо уметь читать» и других. Литературные критики отмечают, что Новичихину «удалось впервые в детской отечественной поэзии создать азбуку для малышей, в которой каждое слово в стихотворениях начинается на заданную букву».
В жанре прозы писателем созданы историко-краеведческие книги о воронежских сёлах, опубликованы воспоминания и документы, связанные с жизнью известных писателей.
С середины 90-х годов писатель работает и в жанре кинодраматургии. Им создано несколько киносценариев, по трём из которых сняты художественные фильмы на «Мосфильме» и Киностудии им. Горького.
Произведения Е. Г. Новичихина переведены на многие языки народов мира.
Один из создателей Музея-усадьбы Д. Веневитинова (село Новоживотинное, Воронежская область). Автор и руководитель проекта серии книг «Воронежские писатели: XXI век». Председатель жюри литературных конкурсов радиопрограммы «Перепутье», «Кольцовский край», член жюри многих других конкурсов и фестивалей.

## Книги
- И смех, и грех…: Миниатюры, эпиграммы, шутки. — Воронеж: Центрально-Чернозёмное книжное издательство, 1971 — 10 000 экз.[4].
- Два — пишем, один в уме: Миниатюры, эпиграммы, шутки. — Воронеж: Центрально-Чернозёмное книжное издательство, 1974 — 10 000 экз.[4].
- Удивительный вагон: Стихи для детей. — Воронеж: Центрально-Чернозёмное книжное издательство, 1977. — 100 000 экз.[4].
- Формула любви: Миниатюры. — Воронеж: Центрально-Чернозёмное книжное издательство, 1978. — 5000 экз.[4].
- Вы встречались с пареньком?: Стихи для детей. — Воронеж: Центрально-Чернозёмное книжное издательство, 1981. — 100 000 экз.[4].
- Утонула в речке щука: Стихи для детей. — М.: Малыш, 1982. — 150 000 экз.[4].
- Полоса везения: Юмористические стихи. — Воронеж: Центрально-Чернозёмное книжное издательство, 1983. — 5000 экз.[4].
- Вёз телегу воробей: Стихи для детей. — Воронеж: Центрально-Чернозёмное книжное издательство, 1984. — 150 000 экз.[4].
- Душа в ремонте: Литературные пародии. — Воронеж: Центрально-Чернозёмное книжное издательство, 1986. — 5000 экз.[4].
- Где эта улица: Стихи. — М.: Советский писатель, 1987. — 10 000 экз.[4].
- Слушали: разное…: Миниатюры, пародии / Худ. Б. Ефимов. — М.: Правда, 1987. — (Библиотека журнала «Крокодил») — 75 000 экз.[4].
- Два жука пекли блины: Стихи для детей. — Воронеж: Центрально-Чернозёмное книжное издательство, 1989. — 100 000 экз.[4].
- Стихи для Вики: Рассказ, стихи для детей. — Тамбов: Книжная лавка писателя, 1992. — 5000 экз.[4].
- Верхнее Турово: Историко-краеведческие очерки. — Воронеж: Товарищество «Земля Воронежская», 1994. — 3000 экз. — ISBN 5-86136-002-7.
- Новоживотинное: Историко-краеведческие очерки. — Воронеж: Центрально-Чернозёмное книжное издательство, 1994. — 3000 экз. — ISBN 5-7458-0541-2.
- Берега: Избранные переводы. — Воронеж: Отд. Литфонда России, 1995. — 1000 экз. — ISBN 5-86135-001-9.
- Сколько ног у осьминога?: Стихи для детей. — Тамбов: Книжная лавка писателя, 1995. — 1500 экз.[4].
- Вспоминалки: Литературные эссе. — Воронеж: ООО «Редакция газеты „Коммуна“», 1997. — 1000 экз. — ISBN 5-86135-011-6.
- Вагон загадок: Стихи для детей. — М.: ОЛМА-ПРЕСС, 2000. — (Первый урок). — 30 000 экз. — ISBN 5-224-00628-7.
- Вагон загадок: Стихи для детей / Перевод с русск. В. Крикуненко. — М.: ОЛМА-ПРЕСС, 2000. — (Перший урок). — Укр. — 10 000 экз. — ISBN 5-224-00945-6.
- Песня, вернись в моё сердце…: Стихи / Переводы с новогреческого. — Воронеж: Изд-во журнала «Подъём», 2001. — 500 экз. — ISBN 5-86135-020-5.
- В кругу друзей: Стихи для детей / Переводы с новогреческого. — Воронеж: Центрально-Чернозёмное книжное издательство, 2002. — 500 экз. — ISBN 5-7458-0854-3.
- Учим буквы и цифры: Стихи для детей. — М.: ОЛМА-ПРЕСС, 2002. — (Золотая коллекция детского сада). — 5000 экз. — ISBN 5-224-03320-9.
- Новогодний хоровод: Стихи для детей. — Воронеж: Центрально-Чернозёмное книжное издательство, 2002. — 1000 экз.- ISBN 5-7458-0992-1.
- Учим буквы и цифры: Стихи для детей / Переиздание. — М.: ОЛМА-ПРЕСС, 2003. — (Золотая коллекция детского сада). — 5000 экз.- ISBN 5-94849-119-5.
- Учим буквы и цифры: Стихи для детей. — 2-е изд. — М.: ОЛМА-ПРЕСС, 2003. — (Хорошо уметь читать). — 10 000 экз. — ISBN 5-94849-198-6.
- Скороговорки: Стихи для детей. — М. : ОЛМА-ПРЕСС, 2003. — (Моя любимая книжка). — 10 000 экз. — ISBN 5-94847-213-2.
- Дубль первый и последний: Повесть. — Воронеж: Изд-во им. Е. А. Болховитинова, 2003. — 1000 экз. — ISBN 5-87456-363-6.
- Действия времён: Тетралогия / Пер. с новогреч. — Афины: Еллада, 2003. — ISBN 960-90825-7-2.
- Весёлый букварик: Стихи для детей. — Воронеж: Центр духовного возрождения Чернозёмного края, 2003. — 5000 экз. — ISBN 5-900270-48-3.
- Мой зоопарк: Стихи для детей. — М.: ОЛМА-ПРЕСС, 2003. — (Моя любимая книжка). — 10 000 экз. — ISBN 5-94847-422-4.
- Весёлые стихи: Стихи для детей. — М.: ОЛМА-ПРЕСС, 2003. — (Моя любимая книжка). — 10 000 экз. — ISBN 5-94847-452-6.
- Ветры памяти: Воспоминания. — Воронеж: ООО Редакция газеты «Коммуна», 2004. — 1000 экз.[5].
- Музыка ветра: Стихи / Пер. с новогреч. — Воронеж: ТЭФА, 2005. — 1000 экз.[5].
- Вливается прошлое в настоящее: Стихи / Пер. с новогреч. — Кишинёв: Tipografia Centrala, 2005. — 1000 экз.- ISBN 9975-78-433-7
- Весёлая азбука: Стихи для детей / Пер. с туркм. — Ашгабат: ГКПТ, 2005. — 2000 экз.[5].
- Православный букварик: Стихи для детей. — Воронеж: ЮВЖД, 2006. — 3000 экз.- ISBN 5-86742-041-8.
- 50 упражнений для развития речи, памяти, воображения и смекалки: Стихи для детей. — М.: Аквариум-Принт, 2006. — (Для начального обучения). — 5000 экз. — ISBN 5-98435-601-5.
- Крокодила звали Нил: Стихи для детей. — Воронеж: Центрально-Чернозёмное книжное издательство, 2006. — (Воронежские писатели — детям). — 1000 экз. — ISBN 5-7458-1093-9.
- Sol inviktus. Неукротимое солнце: Стихи / Пер. с новогреч. — Кишинёв: T-PAR, 2006. — 300 экз. — ISBN 978-9975-9575-3-3.
- Запорожцы смеются: Юмористические стихи / Пер. с укр. — Запорожье: Днепровский металлург, 2007. — 500 экз.[5].
- След: Избранные переводы. — Воронеж: Река Времени, 2008. — (Воронежские писатели: XXI век). — 1000 экз. — ISBN 5-91347-010-9[5].
- Былого лики и черты: Воспоминания, Очерки и путевые заметки. Публицистика. — Воронеж: Центр духовного возрождения Чернозёмного края, 2012. — 1000 экз. — ISBN 978-5-91338-063-0[9].
- Добрым молодцам урок. Жизнь и судьба Анны Корольковой: Документальное повествование. — Воронеж: Издательский дом ВГУ, 2014. — 800 экз. — ISBN 978-5-9273-2139-1.
- Штрихи. Воронежские писатели второй половины XX века: Воспоминания. Очерки. Публикации. — Воронеж: Издательский дом ВГУ, 2015. — 500 экз. — ISBN 978-5-9273-2259-6.
- Неотвратимый переход: Эпическая поэма в 12 частях / Пер. с новогреч. — Афины: DOUNIAS S.A. — 2016. — ISBN 978-960-93-1731-3.
- Τον κροκοδείλο τον λέγαν Νείλο: [Ποιήματα για παιδιά] / Μετάφραση από τα ρωσικά Χρυσάνθη Κακουλίδου. — Αθήνα, 2017. — (Греч). — ISBN 978-9975-57-243-9.
- Дальней волны прибой: Повесть. Документальное повествование. Киносценарий. — Воронеж: АО «Воронежская областная типография», 2019. — 300 экз. — ISBN 978-5-4420-0759-6
- На земле и в зените : Статьи о писателях и книгах. — Воронеж : ИПЦ «Научная книга», 2021. — 100 экз. — ISBN 978-5-4446-1476-1.
- Тайны дома на Речной: Повесть. — [б.м.] : Издательские решения. — 2023. — 234 с. — ISBN 978-5-0059-7447-1.
- Жить долго: Повесть, рассказы. — [б.м.] : Издательские решения. — 2023. — 252 с. — ISBN 978-5-0060-0316-3.
- Параллели : Избранные поэтические переводы. — Воронеж: АО «Воронежская обл. типография» — 2023. — 320 с. — 300 экз. — ISBN 978-5-4420-1043-5.
- От великого до смешного: Евгений Люфанов. — Воронеж: ООО ИПФ "Полиарт"; ООО "Творческое объединение "Альбом". — 2023 — 48 с. — 100 экз.

## Киносценарии
- Опять надо жить. — (Мосфильм, 1999).
- Ночь на кордоне. — (Киностудия им. М. Горького, 2001).
- На реке Девице. — (Киностудия им. М. Горького, 2006).

## Награды

#### Государственные награды
- Почетное звание «Заслуженный работник культуры Российской Федерации»
- Орден Дружбы (Россия)
- Медаль «За труды во благо Земли Воронежской» Награды Воронежской области(2014)Указ губернатора Воронежской области от 20.01.2014 № 25-у. Информационный портал Воронежской области.
- Знак отличия «За заслуги перед Воронежской областью» Награды Воронежской области (2019)Указ губернатора Воронежской области от 08.02.2019 № 48-у. Официальный интернет-портал правовой информации.

### Общественное признание
- Приз «Золотые вилы» всесоюзного журнала «Крокодил» (1970),
- Премия Всесоюзного конкурса на лучший перевод стихов Юлюса Янониса, проведенного Союзом писателей СССР и Госкомиздатом Литвы (председатель жюри — Э. Межелайтис) (1978)
- Булгаковская премия за цикл очерков в защиту русской культуры (1995)
- Премия им. А. Платонова за сценарий фильма «Опять надо жить» (2000)
- Премии Первого и Второго народного кинофестивалей России (2000, 2002)
- Диплом премии Центрального федерального округа России в области литературы и искусства за книгу стихов для детей «Крокодила звали Нил»(2007)
- Лауреат форума «Достояние культуры Воронежа» (2008)
- Премия «Родная речь» за документальное повествование «Добрым молодцам урок» (2015) Премии журнала «Подъем» вручены лауреатам конкурса «Родная речь». Департамент культуры Воронежской области. Дата обращения: 5 октября 2015.
- Национальная премия «Имперская культура» имени Эдуарда Володина за книгу «Штрихи» (2018) Имперская культура. Объявлены лауреаты премии имени Эдуарда Володина 2018 года. сайт «Русское воскресение». Дата обращения: 16 декабря 2018.
- Всероссийская литературная премия имени Е. И. Носова за книгу «Дальней волны прибой» (2020) Е.Г.Новичихин – лауреат премии имени Е.И. Носова. https://podiemvrn.ru.+Дата обращения: 21 августа 2020.
- Лауреат интернет-сайта Союза писателей России «Российский писатель» за 2022 г. за рассказы "Фотография", «Товарищ», «Сосед» Лауреаты «Российского писателя за 2022 год. сайт «Российский писатель». Дата обращения: 3 февраля 2023.; за 2023 г. за рассказ «Пуля» Лауреаты «Российского писателя за 2023 год. сайт «Российский писатель». Дата обращения: 15 февраля 2024.
- Премия имени В. Белокрылова за многолетнее плодотворное служение русской литературе (2023) Наградили лауреатов премии Белокрылова. сайт «Российский писатель». Дата обращения: 3 февраля 2023.
- Национальная премия «Культурный империум. Книги и проекты» за составление книги «Иван Евсеннко. Сердце-колокол. Повести последних лет. Воспоминания коллег и друзей». (2025) Национальная премия «Культурный империум – 2024». https://Русский биографический институт. Дата обращения: 25 февраля 2025.
- Всероссийская литературная премия «Прохоровское поле» за сохранение памяти о Великой Отечественной войне, воплощение нравственных идеалов в книге «Жить долго» (2025) Огненная дуга памяти. https:// rospisatel.ru/. Дата обращения: 31 мая 2025.
- Почётный знак Союза писателей России «За заслуги в литературе» (2024) Кто мы, где мы и куда идём. сайт «Российский писатель». Дата обращения: 15 февраля 2024.
- Золотая Пушкинская медаль Союза писателей России за верность высоким традициям русской литературы (2025)«...Воронеж выбрал нас». сайт журнала «Подъем». Дата обращения: 2 мая 2025.
- Почётный работник Юго-Восточной железной дороги (2006)[14]
- Почётный гражданин Нижнедевицкого муниципального района Воронежской области (2019)[15]